# Jan Tadeusz Lubomirski
Jan Tadeusz Lubomirski (né le 24 ou 28 octobre 1826 à Stanislavova près de Doubrowna, mort le 7 avril 1908 à Varsovie), prince polonais de la famille Lubomirski, activiste, membre de la Société d'agriculture et membre du gouvernement provisoire de l'Insurrection de Janvier

## Biographie
Il est le fils du prince Eugeniusz Lubomirski (1789-1834) et de Maria Czacka.

## Mariages et descendance
Il épouse Maria Zamoyska. Ils ont pour enfant:
- Zdzisław Lubomirski (1865–1943)

## Sources
- (pl) Cet article est partiellement ou en totalité issu de l’article de Wikipédia en polonais intitulé « Jan Tadeusz Lubomirski » (voir la liste des auteurs).